# Liste der Fluggesellschaften in Sierra Leone
Dies ist eine Liste der Fluggesellschaften in Sierra Leone die bei der IATA oder ICAO registriert sind bzw. es waren.

## Aktive Fluggesellschaften
- Air Sierra Leone (seit Oktober 2024)[2]

## Ehemalige Fluggesellschaften
- 748 Air Services (seit 2020 in Kenia / in Sierra Leone nicht mehr aktiv)
- Aerolift
- Afrik Air Links
- Air Leone
- Air Rum
- Air Salone
- Air Universal
- Bellview Airlines (S/L)
- Central Airways
- Destiny Air Service
- Eagle Air
- Fly Salone
- Fly6ix
- Inter Tropic Airlines
- Orange Air
- Pan Africa Air Services
- Paramount Airlines
- Sierra Leone Airways
- Sierra Leone Airlines
- Sierra National Airlines
- Sky Aviation
- Teebah Airlines
- Transatlantic Airlines
- UTair Sierra Leone
- West African Airways Corporation
- West Coast Airways

## Galerie

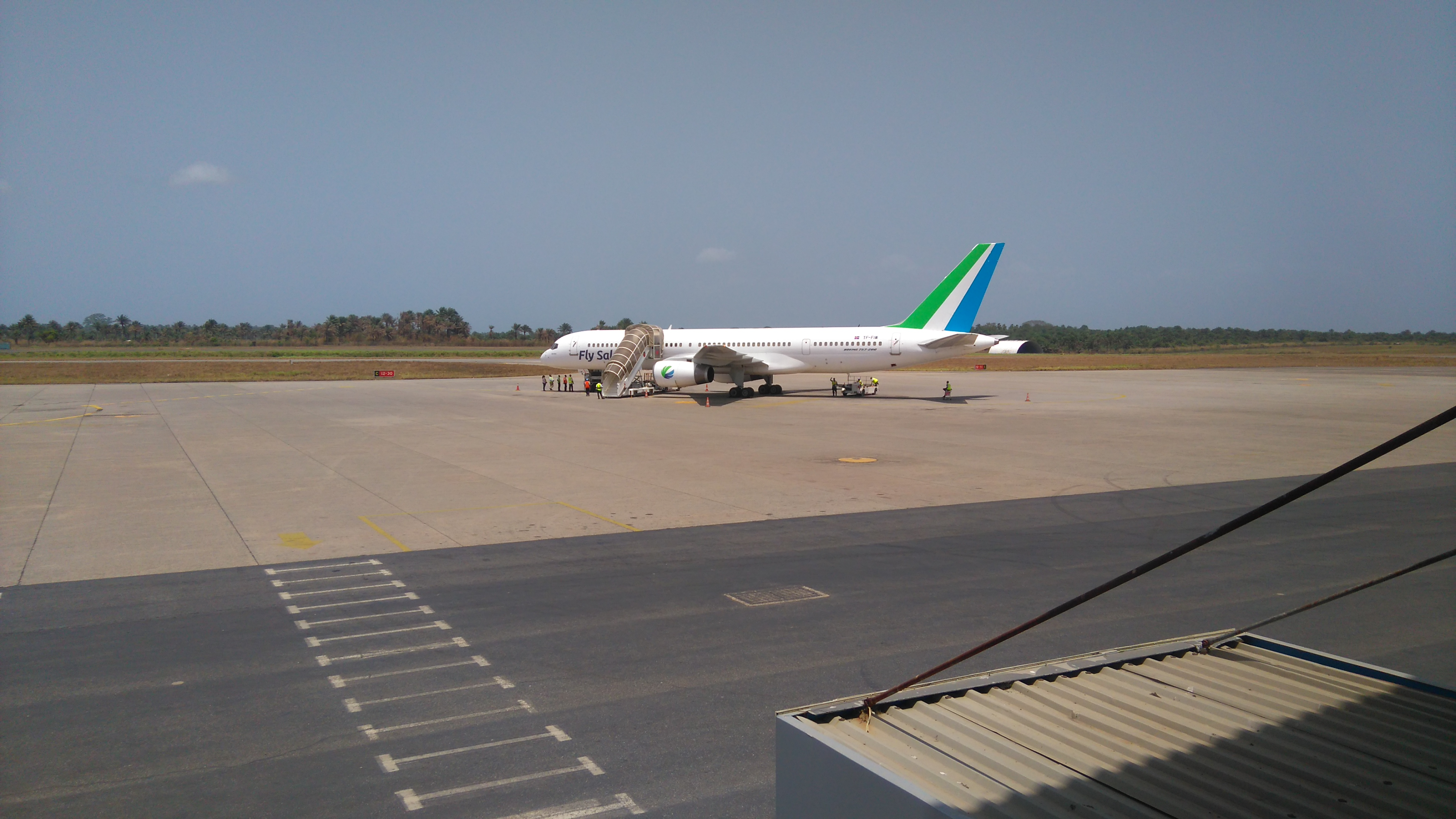
Fly Salone
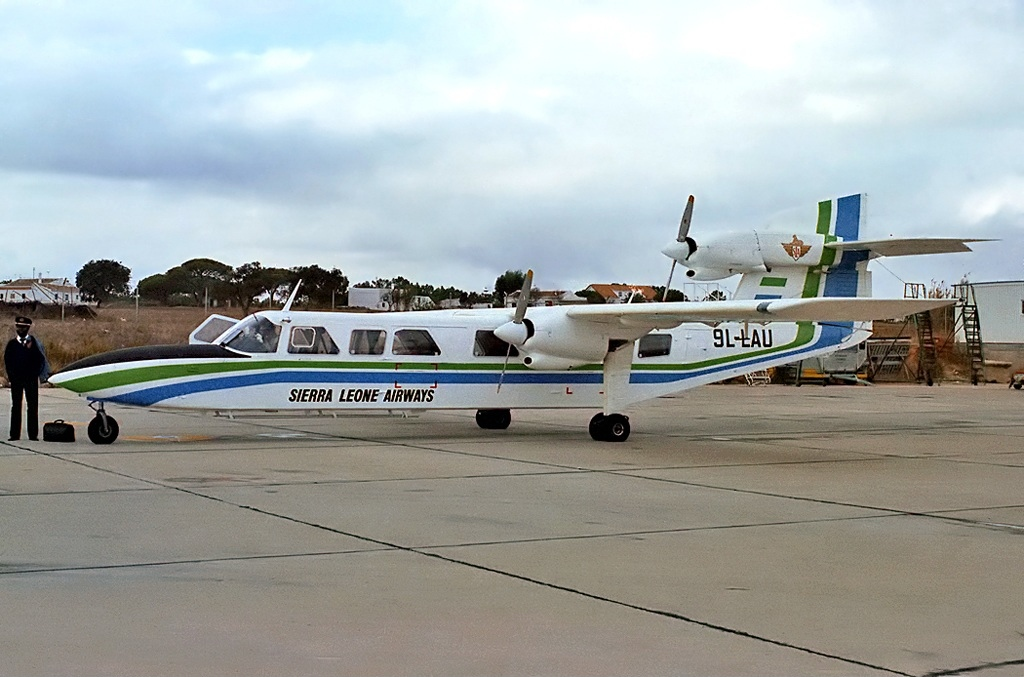
Sierra Leone Airways
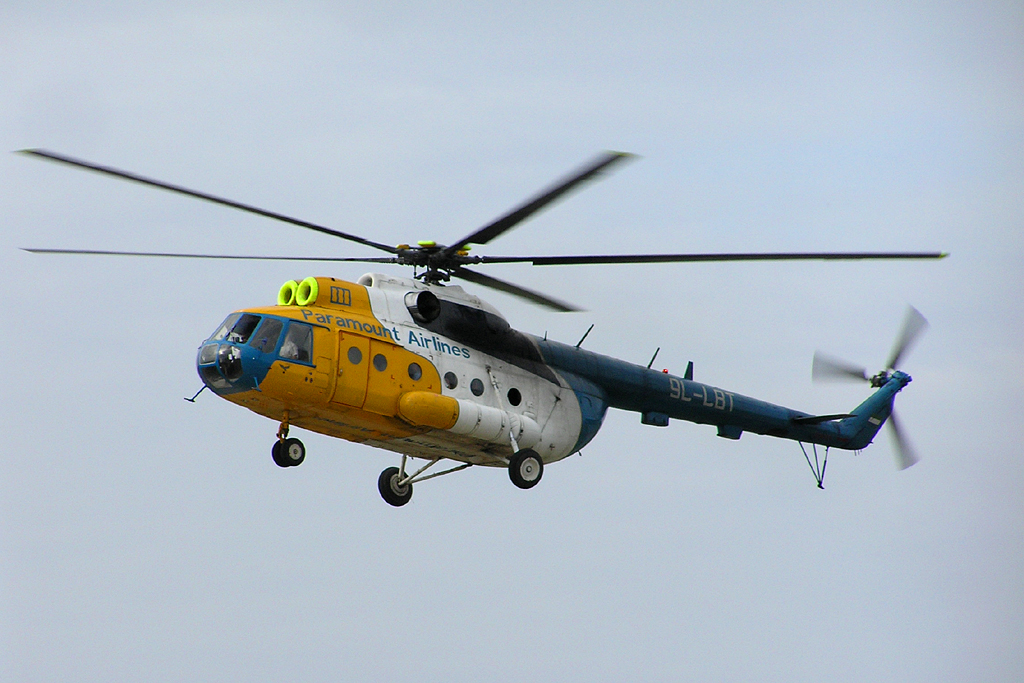
Paramount Airlines
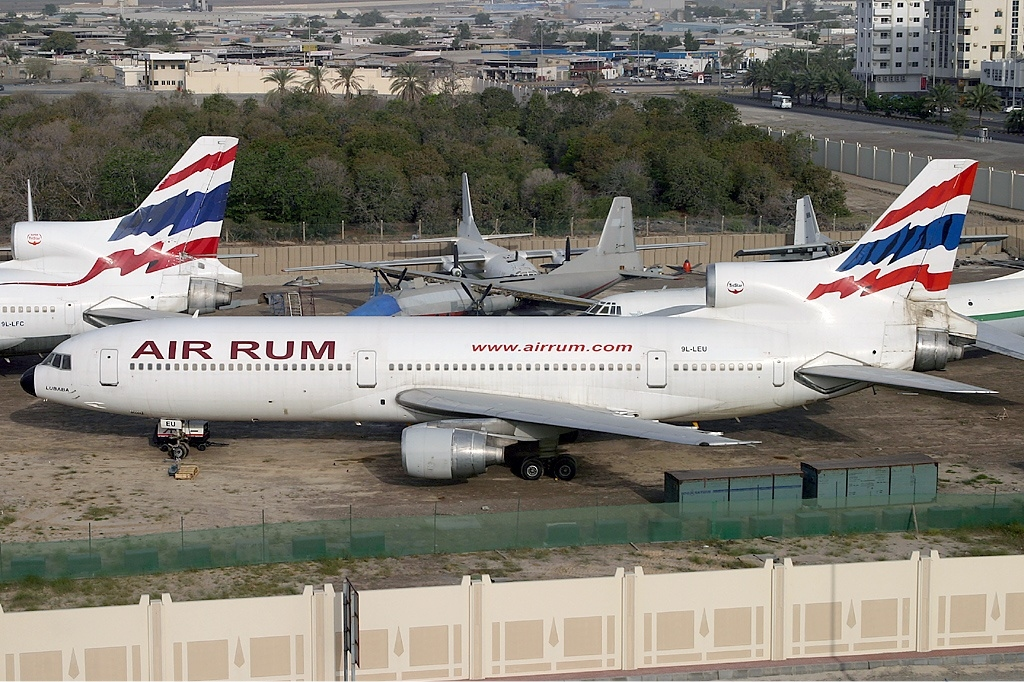
Air Rum
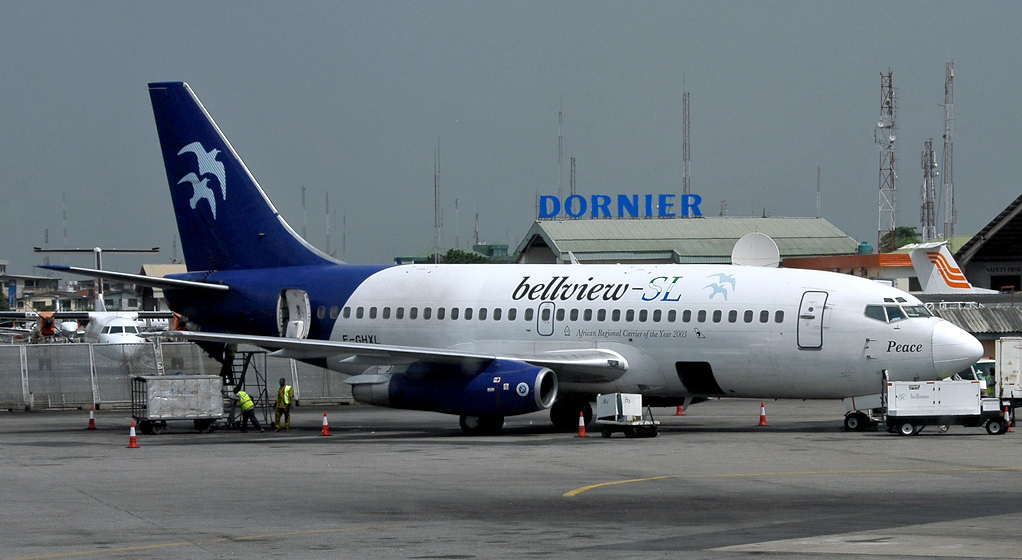
Bellview-SL
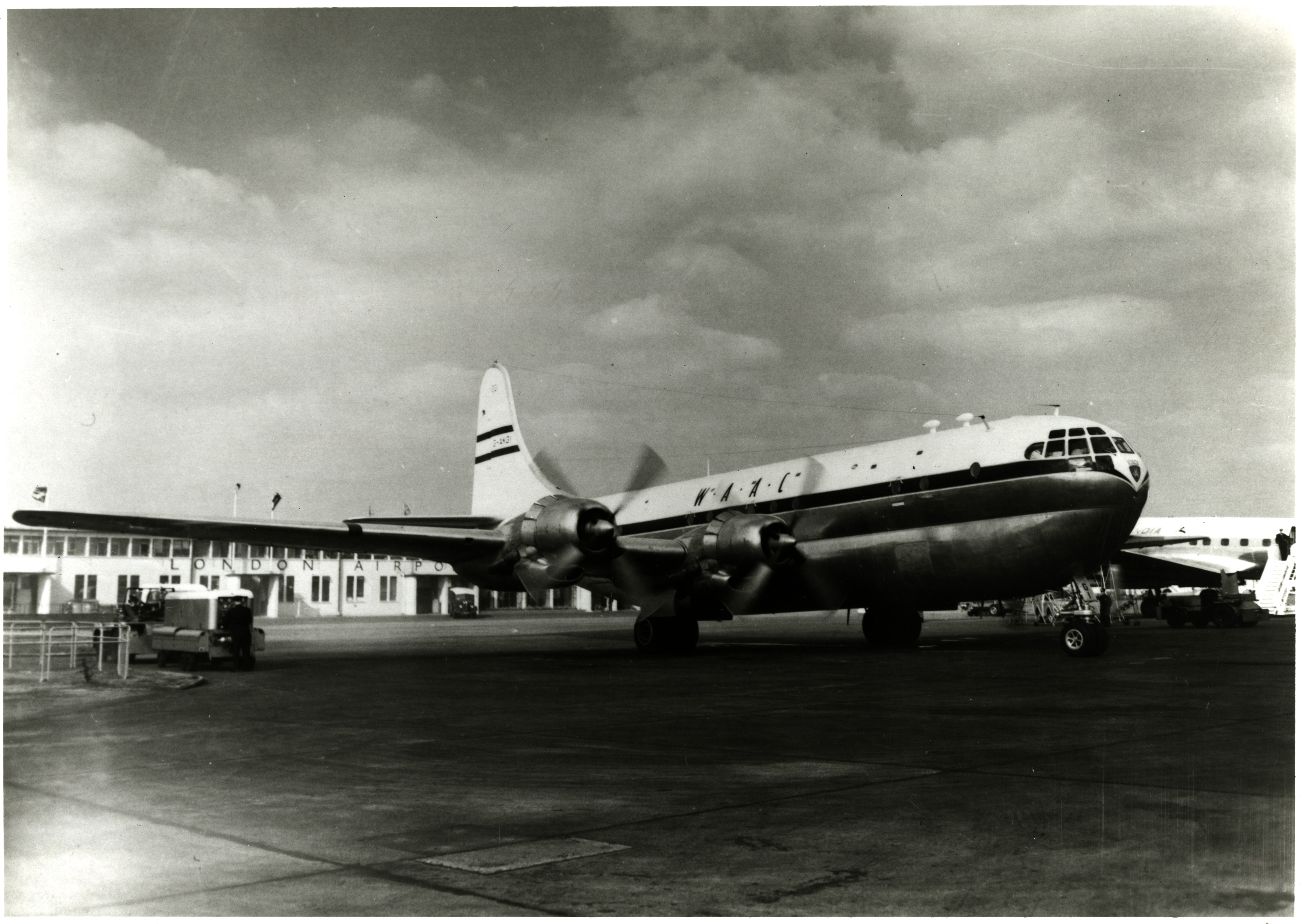
West African Airways Corporation
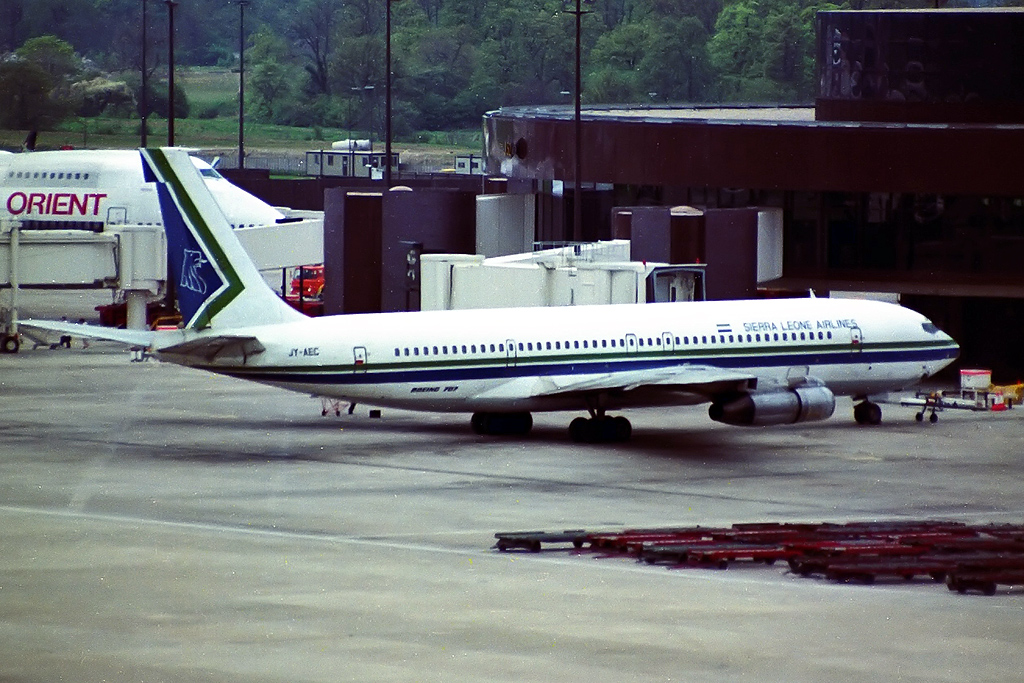
Sierra National Airlines